# NARP (azienda)
La NARP (in inglese Mykolayiv Aircraft Repair Plant "NARP", in ucraino Миколаївський авіаремонтний завод "НАРП"?, Mykolaїvs'kyj aviaremontnyj zavod "NARP", letteralmente Stabilimento di riparazione aeronautica di Mykolaïv "NARP") è un'azienda statale ucraina specializzata nella riparazione e nella manutenzione di aeromobili e componenti aeronautici.
Venne fondata come base delle officine della scuola di pilotaggio "Glavsevmorputy" di Mykolaïv il 29 settembre 1939. Fra il 1939 e il 1941 si occupò della manutenzione degli aerei in servizio presso l'aviazione navale sovietica, venendo rinominata e intitolata a S.A. Levanevskij. Nel luglio 1941, in seguito all'inizio dell'Operazione Barbarossa e alla minaccia della cattura di Mykolaïv da parte della Germania nazista, le officine furono evacuate a Bezenčuk, nell'oblast' di Samara. Negli anni della seconda guerra mondiale lo stabilimento assemblò velivoli R-10 e Pe-2. Dopo la liberazione dell'Ucraina nel 1944 gli impianti furono trasferiti nella regione di Cherson, dove servirono alla riparazione dei motori M-105 e di quelli degli aerei, fra gli altri, Tu-2, Il-4, Po-2.
Nel 1949 le officine vennero riportate nuovamente a Mykolaïv e trasformate nella Base Aerea 793 (unità militare 69223). Negli anni 50 la capacità produttiva venne incrementata, e iniziò la produzione dei motori per i Tupolev Tu-16. Nei decenni successivi l'azienda divenne centrale nella manutenzione della flotta di Tu-95, Tu-142 e Tu-22.
Dopo il crollo dell'Unione Sovietica, nel 1992 lo stabilimento è stato assorbito dal Ministero della difesa dell'Ucraina e subordinato all'Aeronautica militare ucraina. Nel 1996 ha assunto la denominazione attuale, venendo ribattezzata "NARP" (acronimo di Nikolaev Aircraft Repair Plant). Nel 2011 è entrato a far parte del conglomerato Ukroboronprom, che gestisce il complesso industriale della difesa ucraino. Attualmente si occupa della manutenzione dei Sukhoi Su-24 e Ilyushin Il-76.